# 1821
1821 (MDCCCXXI) fue un año común comenzado en lunes según el calendario gregoriano.

## Acontecimientos

### Enero
- 2 de enero: en México, el general independentista Vicente Guerrero derrota a los realistas comandados por Agustín de Iturbide en la Batalla de Zapotepec.
- 8 de enero: Walter Scott publica Kenilworth.
- 10 de enero: Fabian Gottlieb von Bellingshausen descubre la isla Pedro I.
- 17 de enero: Se aprueba el proyecto de Moses Austin para establecer 300 familias de colonos estadounidenses en Texas.[1]
- 26 de enero: Inicio del Congreso de Laibach.
- 28 de enero: la Provincia de Maracaibo se independiza de España y se adhiere a la Gran Colombia como parte del Distrito del Norte (la antigua Capitanía General de Venezuela).

### Febrero
- 7 de febrero: John Davis realiza el primer desembarco en la Antártida.
- 9 de febrero: en la provincia de Maipo (Chile), se funda la ciudad de San Bernardo.
- 10 de febrero: Iturbide y Guerrero se dan el Abrazo de Acatempan.[2]
- 22 de febrero: entra en vigor el Tratado Adams-Onís.
- 24 de febrero: en México, Iturbide y Guerrero proclaman el Plan de Iguala, primer paso para consolidar la independencia de México.[2]

### Marzo
- 4 de marzo: James Monroe toma posesión como presidente de los Estados Unidos de América para un segundo mandato.
- 25 de marzo: Grecia se independiza del Imperio otomano. Comienza la guerra de independencia de Grecia.

### Abril
- 11 de abril: Juan VI de Portugal nombra regente del Brasil a su hijo Pedro de Braganza y se embarca de regreso a Lisboa cuatro días después.

### Mayo
- 4 de mayo:Costa Rica devastador terremoto de 8.1 sacude el Atlántico dejando destrozos en las ciudades Barra de Matina, Limón, Cartago y San José
- 5 de mayo: Muere en su exilio, en la isla de Santa Elena, Napoleón I Bonaparte.
- 12 de mayo: Se clausura el Congreso de Laibach.

### Junio
- 19 de junio: decisiva derrota de la Hermandad Griega (Philikí Etaireía) a manos del Imperio otomano en Drăgășani (Valaquia).
- 24 de junio: Venezuela finaliza la guerra de independencia al vencer la Batalla de Carabobo.

### Julio
- 5 de julio: el virrey Juan Ruiz de Apodaca es depuesto por las tropas realistas y el mariscal Francisco Novella es nombrado virrey interino de la Nueva España.
- 10 de julio: en Argentina muere Francisco Ramírez, jefe supremo de la República de Entre Ríos.
- 17 de julio: Andrew Jackson se convierte en el primer gobernador militar de Florida.
- 19 de julio: en Inglaterra, Jorge IV es coronado rey del Reino Unido de Gran Bretaña e Irlanda.
- 28 de julio: el general argentino José de San Martín proclama la Independencia del Perú (consolidada en 1824).

### Agosto
- 3 de agosto: en Perú, José de San Martín es declarado Protector (presidente) del país.
- 7 de agosto: el general José de San Martín convocó a un concurso público para elegir la Marcha Nacional del Perú.
- 10 de agosto: Misuri es admitido como el 24° estado de los Estados Unidos de América.
- 12 de agosto: en Argentina se inaugura la Universidad de Buenos Aires.
- 19 de agosto: los rebeldes griegos consuman la Masacre de Navarino.
- 21 de agosto: la isla Jarvis es descubierta por la tripulación del Eliza Francis.
- 24 de agosto: Agustín de Iturbide y Juan O'Donojú firman los Tratados de Córdoba, los cuales reconocen la Independencia de México del poder colonial español.
- 28 de agosto: en Puebla varias monjas inventan el platillo tradicional mexicano de los chiles en nogada para agasajar a Agustín de Iturbide en celebración de la firma de los Tratados de Córdoba.
- 30 de agosto: en el Congreso de Cúcuta se establece la República de la Gran Colombia, con la proclamación de la Constitución de 1821.
- 31 de agosto: en México, el capitán Juan Fernández Mantecón entra a Tabasco por el cantón de Huimanguillo, proclamando la independencia.

### Septiembre
- 3 de septiembre: las fuerzas realistas españolas capitulan definitivamente en Durango apoyando así la Independencia de México.
- 3 de septiembre: en Estados Unidos, un huracán golpea Nueva York, el único caso conocido en la historia de esa ciudad.
- 4 de septiembre: José Miguel Carrera muere fusilado en Mendoza.
- 7 de septiembre: El capitán Juan Fernández Mantecón entra a la ciudad de San Juan Bautista, y proclama la independencia de Tabasco de la Corona española, y terminan así 302 años de dominio español.
- 8 de septiembre: en la plaza de armas de San Juan Bautista, a las 9 de la mañana, se jura el Plan de Iguala, por lo que a partir de esa fecha Tabasco se adhiere a México.
- 11 de septiembre: comienza el Sitio de Trípolis por parte del ejército de liberación griego.
- 13 de septiembre: los Tratados de Córdoba son ratificados por el Mariscal Novella, virrey usurpador, en la Hacienda de la Patera, cerca de la Ciudad de México, con lo que se da fin oficialmente a la Guerra de Independencia de México.
- 15 de septiembre: en Guatemala, se firma el Acta de Independencia de la Capitanía General de Guatemala, ocasión que es celebrada por los Estados de Guatemala, El Salvador, Honduras, Nicaragua y Costa Rica como la Independencia de Centroamérica.
- 15 de septiembre: Juan María Echeverri proclama la independencia del Yucatán.
- 18 de septiembre: en Amherst (Massachusetts), se funda el Colegio Amherst.
- 19 de septiembre: en Perú, a las 8 de la noche se rindien las fortalezas del Callao ante los patriotas peruanos.
- 21 de septiembre: en El Salvador se firma el Acta de Independencia de la Intendencia de San Salvador.
- 23 de septiembre: en Perú, se estrena oficialmente en el Teatro de Lima, las notas del actual Himno Nacional del Perú en la voz de Rosa Merino
- 25 de septiembre: entra en la Ciudad de México Don Juan de O'Donojú, último Virrey de la Nueva España.
- 27 de septiembre: entrada del Ejército Trigarante a la Ciudad de México.
- 27 de septiembre: Se consuma la lucha de independencia por México.
- 28 de septiembre: en México se firma el Acta de Independencia del Imperio Mexicano.
- 30 de septiembre: en Lyon (Francia) se funda el Instituto de Hermanos del Sagrado Corazón.

### Octubre
- 3 de octubre: en Villa del Rosario, Simón Bolívar y Francisco de Paula Santander juran como presidente y vicepresidente, respectivamente, de la República de la Gran Colombia.
- 5 de octubre: rebeldes griegos capturan Trípoli, la principal fortaleza turca en el Peloponeso. La población turca es masacrada.
- 8 de octubre: en San Marino (Italia) se promulga la Constitución.
- 8 de octubre: el general argentino José de San Martín crea la Marina de Guerra del Perú, siendo ministro de Guerra y Marina Bernardo de Monteagudo y comandante general de la Marina el almirante Martin George Guisse.
- 23 de octubre: Agustín de Iturbide como primer Regente de México divide el territorio nacional en seis capitanías generales.
- 29 de octubre: se proclama la independencia de la intendencia de Costa Rica.

### Noviembre
- 2 de noviembre: la península de Yucatán se adhiere a México.
- 16 de noviembre: William Becknell establece la ruta comercial conocida como el Camino de Santa Fe.
- 28 de noviembre: Panamá se independiza de España (ver Independencia de Panamá).

### Diciembre
- 1 de diciembre: República Dominicana proclama su primera independencia contra España.
- 1 de diciembre: en Costa Rica se firma el Pacto de Concordia.
- 6 de diciembre: en San Nicolás de los Arroyos (Argentina) se entroniza la imagen de San Nicolás de Bari como santo patrono de la pequeña localidad.

## Arte y literatura
- Eduardo Pondal: A campana de Anllóns (incluida en el Álbum de la Caridad).

## Ciencia y tecnología
- Champollion comienza a descifrar la Piedra Rosetta.
- Hegel publica Fundamentos de fílosofia del Derecho.
- Montagu describe por primera vez el delfín mular común (Tursiops truncatus)

## Nacimientos

### Enero
- 15 de enero: Pedro Calvo Asensio, político progresista, diputado, periodista, farmacéutico y escritor español (f. 1863).

### Febrero
- 3 de febrero: Elizabeth Blackwell, médica y activista angloestadounidense (f. 1910).
- 15 de febrero: Susan B. Anthony, activista estadounidense (f. 1906).
- 16 de febrero: Heinrich Barth, explorador e historiador alemán (f. 1865).

### Marzo
- 25 de marzo: Robert Bentley, botánico británico (f. 1893).

### Abril
- 4 de abril: Roque Barcia Martí, filósofo, lexicógrafo y político español (f. 1885)..
- 9 de abril: Charles Baudelaire, poeta francés (f. 1867).

### Mayo
- 8 de mayo: William Henry Vanderbilt, empresario estadounidense (f. 1885).

### Junio
- 4 de junio: Apolón Máikov, poeta ruso (f. 1897)
- 24 de junio: Guillermo Rawson, político y médico argentino (f. 1890).
- 26 de junio: Bartolomé Mitre, político, escritor, militar y presidente argentino entre 1862 y 1868 (f. 1906).

### Julio
- 9 de julio: Juan Díaz de Garayo, psicópata criminal español (f. 1881).
- 18 de julio: Pauline García-Viardot, cantante de ópera española (f. 1910).

### Agosto
- 2 de agosto: Mariano Castillo y Ocsiero, astrónomo español autor del Calendario Zaragozano
- 16 de agosto: Arthur Cayley, matemático británico (f. 1895).

### Septiembre
- 27 de septiembre: Henri Fréderic Amiel, filósofo y moralista suizo (f. 1881).

### Octubre
- 20 de octubre: Emilio Arrieta, compositor español (f. 1894).

### Noviembre
- 11 de noviembre: Fiódor Dostoievski, novelista ruso (f. 1881).
- 30 de noviembre: Friedrich Alexander Buhse, botánico letón (f. 1898).

### Diciembre
- 12 de diciembre: Gustave Flaubert, escritor francés (f. 1880)
- 24 de diciembre: Gabriel García Moreno, presidente ecuatoriano (f. 1875).

### Fechas desconocidas
- Tirso Salaverría, militar venezolano.

## Fallecimientos

### Febrero
- 23 de febrero: John Keats, poeta inglés (n. 1795)
- 26 de febrero: Joseph de Maistre, teórico político saboyano (n. 1753)

### Mayo
- 5 de mayo: Napoleón Bonaparte, militar y emperador francés (n. 1769)

### Junio
- 3 de junio: Pedro Ascencio Alquisiras, insurgente mexicano (n. 1778)
- 17 de junio: Martín Miguel de Güemes, militar argentino (n. 1785)

### Julio
- 10 de julio: Francisco Ramírez, caudillo y militar argentino (n. 1786)
- 13 de julio: Pedro Juan Caballero, político y militar paraguayo (n. 1786)
- 17 de julio: Fulgencio Yegros, militar paraguayo (n. 1780)
- 28 de julio: Francisco Antonio de Zela, militar peruano, prócer de la independencia (n. 1786)

### Septiembre
- 4 de septiembre: José Miguel Carrera, político y militar chileno (n. 1785)

### Octubre
- 8 de octubre: Juan O'Donojú, político español, último virrey de la Nueva España (n. 1762)